# Panasivka, Kalînivka
Panasivka (în ucraineană Панасівка) este un sat în comuna Hlînsk din raionul Kalînivka, regiunea Vinnița, Ucraina.

## Demografie
Componența lingvistică a localității Panasivka
     Ucraineană (98,57%)
     Rusă (1,43%)
Conform recensământului din 2001, majoritatea populației localității Panasivka era vorbitoare de ucraineană (98,57%), existând în minoritate și vorbitori de rusă (1,43%).